# Sonata per a piano núm. 3 (Kabalevski)
La Sonata per a piano núm. 3 de Dmitri Kabalevski va ser escrita l'any 1946 i és la darrera obra d'aquest cicle, ja que encara que Kabalevski va compondre nombroses peces per al piano les tres dècades restants de la seva vida, no va tornar a aquesta forma. És una sonata breu, d'una durada per sota del quart d'hora, en tres moviments marcats Allegro con moto, Andante cantabile i Allegro giocoso.
Com la sonata precedent, està marcada per la Segona Guerra Mundial, però té un caràcter menys dramàtic a causa de la victòria soviètica. En paraules de Kabalevski, «la Sonata no té un programa concret, però dos temes, dues imatges principals: la joventut i la guerra, prevalen ací. La col·lisió d'aquests temes i el triomf final de la joventut resumeixen el tema de l'obra!».
El rondó final ha sigut descrit com un'«tour de force d'energia pianística, mesclant fanfàrries, típic melodisme rus i passatges increïbles», i el pianista Murray MacLachlan, que va enregistrar l'obra per a Alto, va destacar a les notes que va escriure per al CD el paregut de l'últim tema, en re bemoll major, amb el tema principal de Till Eulenspiegels lustige Streiche de Richard Strauss.
L'obra va ser estrenada el 27 de gener del 1947 a Moscou per Iàkov Zak i va esdevenir popular immediatament, traspassant fronteres: al nou bloc occidental, Vladimir Horowitz i Benno Moiseiwitsch ja la van enregistrar el 1947 i el 1948 respectivament.